# 安藤広樹
安藤 広樹（あんどう ひろき、1980年 - ）は、主にTV-CM、MV等の撮影に携わっているシネマトグラファー、フォトグラファー。鹿児島県鹿児島市生まれ。

## 略歴
多摩美術大学・映像演劇学科卒業
第3回インディペンデント映画大賞「知らない町」で撮影賞を受賞する。
2022年)[家族の群像］ａｃｃゴールド受賞

## 作品

### CM
- ファンケル /（2013年）
- KADOKAWA /（2013年）
- Google /（2013年）
- アサヒ Super Dry /出演:福山雅治、是枝裕和/（2013年）
- SHISEIDO / Clé de Peau Beauté /（2013年）
- SONY / Walkman ZX-1/ （2013年）
- LE JUN / Web Movie / （2014年）
- LE JUN  /Summer2014 / （2014年）
- SEGA  /Dance with PS Vita /（2014年）
- Cesar /（2014年）
- 三菱ケミカルホールディングス /（2014年）
- SUBARU /（2014年）
- P&G / Hair Recipe /（2014年）
- TOSHIBA  /OZONE GENERATOR / Web Movie （2014年）
- AC JAPAN  （2015年）
- MUSEE PLATINUM/
- LE JUN   / Le Parisian Color  / Le French White/ Le Blue Denim/ Web Movie （2015年）
- レオパレス２１ （2015年）
- サントリー/こくちぼり（2015年）
- SUZUKI（2015年）
- FUJIFILM（2015年）
- 金沢大学 （2015年）
- ブルボン /「トリュフ・プラネット」出演: 松岡モナ（2015年）
- オカモト株式会社 /（2015年）
- SEIKO  /「Art of Time」/ Video Promotion （2016年）
- H&M / Web Movie（2016年）
- オリックス / 出演: 愛希れいか（2016年）
- TOKYU PLAZA GINZA （2016年）
- AC JAPAN /交通遺児育英会「お父さんへの報告」/ 出演: 山口まゆ（2016年）
- ワコール WING /Spring summer/ Web Movie （2016年）
- MEVIUS/ Video Promotion （2016年）
- 大塚家具 /REGALIA /（2016年）
- MIZUHO /（2016年）
- 星のドラゴンクエスト/ 出演: 本田翼（2016年）
- CANON / Web Movie（2016年）
- 花王 /おうちの中のお月さま/ Web Movie （2016年）
- ワコール WING /Autumn Winter/ Web Movie （2016年）
- TOKYU PLAZA / Autumn Winter（2016年）
- NTT東日本 / 出演:  イチロー（2017年）
- TOKYU PLAZA / Spring summer（2017年）
- マイナビ /マイナビバイト /出演: 有村架純（2017年）
- 京都トヨタ /（2017年）
- Mercari /「なくしもの篇」 Web Movie （2017年）
- HOUSE　ハウスウェルネスフーズ  / うこんの力/ （2017年）
- OMRON / 「人を感じる。未来を思う。」Web Movie （2017年）
- T-fal /「アクセススチーム TVCM」（2017年）
- AXA /「あなたの風向き」篇 /出演: 岡田 将生　music : 高橋 優「羅針盤」（2017年）
- MIZUHO / One MIZUHO / 出演：サッカー日本代表（2017年）
- ANA HAWAI / Web Movie/ 出演：綾瀬はるか（2018年）
- TEMPSTAFF / Web Movie （2018年）
- い･ろ･は･す /「い･ろ･は･す ライチティー 休憩」篇（2018年）
- Amazon Music /「新しい地図 join ミュージック/出演：稲垣吾郎、草彅剛、香取慎吾（2018年）
- アサヒスーパードライ / TOKYO2020 オフィシャルビール/出演：内村 航平、池 透暢、大西 瞳（2019年）
- 阪急交通社 /「ハンキューで行こう！」/出演：渡辺直美（2019年）
- 明治 /「フローズンマジック　マンゴー杏仁」篇（2019年）

### ミュージックビデオ
- WANIMA  /「1106」 （2014年）
- 加藤ミリヤ/「ピース オブ ケイク ―愛を叫ぼう― feat. 峯田和伸」 (2015年）
- aiko/「プラマイ」(2015年）
- WANIMA /「Thanx」 (2015年）
- WANIMA /「Trace」 (2015年）
- WANIMA /「Revenge」 (2016年）
- WANIMA /「ともに 」(2016年）
- BRADIO /「 Back to the Funk」 （2016年）
- WANIMA  / 「HUMAN」（2017年）
- 乃木坂46 / 「Against」（2017年）
- 安室奈美恵  / 「Just You And I」 （２０１７年）
- MONDO GROSSO / 「惑星タントラ」Vo.齋藤飛鳥（2017年）
- 絢香 / 「サクラ」ショートームービー （2018年）
- WANIMA  / 「アゲイン」（2019年）
- WANIMA  / 「GONG」（2019年）

### 映画
- Transcendent Love　/ 監督：泉田 岳（2013年）
- 知らない町/ 監督：大内 伸悟 （2013年）
- 春 / 監督：大森歩（2018年）
- いなくなれ、群青 / 著者：河野裕 / 監督：柳明菜  / 出演：横浜流星　飯豊まりえ（2019年）
- 川っぺりムコリッタ / 監督：荻上直子（2021年）

線は僕を描く／監督　小泉徳宏(2022)

### アワード
PHOTOGRAPHY 
- 日本写真協会「写真の日」記念写真展 2011  / 外務大臣賞受賞

 MOVIE & FILM 
- 第3回インディペンデント映画大賞　撮影賞受賞「知らない町」（2017年）